# Vindula meridionalis
Vindula meridionalis är en fjärilsart som beskrevs av Talbot 1932. Vindula meridionalis ingår i släktet Vindula och familjen praktfjärilar. Inga underarter finns listade i Catalogue of Life.